# Turn-Europameisterschaften 1975 (Männer)
Die 11. Turn-Europameisterschaften der Männer 1975 wurden in der Schweiz ausgetragen und fanden vom 31. Mai bis 1. Juni in  Bern statt. Nikolai Andrianow war der erfolgreichste Turner dieser Titelkämpfe. Neben den Mehrkampf, gewann er noch an vier Geräten den Titel.

## Ergebnisse

### Mehrkampf
31. Mai 1975
| Rang | Athlet             | Punkte |
| ---- | ------------------ | ------ |
| 1    | Nikolai Andrianow  | 57.900 |
| 2    | Eberhard Gienger   | 56.850 |
| 3    | Alexander Ditjatin | 56.700 |
| 4    | Zoltán Magyar      | 56.300 |
| 5    | Andrzej Szajna     | 55.750 |
| 6    | Dan Grecu          | 55.600 |
| 7    | Wiktor Klimenko    | 55.150 |
| 8    | Lutz Mack          | 55.000 |
| 9    | Volker Rohrwick    | 54.850 |
| …    |                    |        |
| 12   | Michael Nikolay    | 54.750 |
| 15   | Edgar Jorek        | 54.500 |
| 18   | Wolfgang Thüne     | 54.300 |

### Gerätefinals
1. Juni 1975
| Rang | Athlet            | Punkte |
| ---- | ----------------- | ------ |
| 1    | Nikolai Andrianow | 19.150 |
| 1    | Andrzej Szajna    | 19.150 |
| 3    | Jiří Tabák        | 19.050 |
| 3    | Andrej Keranow    | 19.050 |
| 5    | Eberhard Gienger  | 18.800 |
| 5    | Edgar Jorek       | 18.800 |

| Rang | Athlet             | Punkte |
| ---- | ------------------ | ------ |
| 1    | Zoltán Magyar      | 19.500 |
| 2    | Nikolai Andrianow  | 19.400 |
| 3    | Eberhard Gienger   | 19.050 |
| 4    | Alexander Ditjatin | 18.900 |
| 5    | Michael Nikolay    | 18.800 |
| 6    | Imre Molnár        | 18.350 |

| Rang | Athlet             | Punkte |
| ---- | ------------------ | ------ |
| 1    | Dan Grecu          | 19.600 |
| 2    | Mihai Borș         | 19.300 |
| 3    | Alexander Ditjatin | 19.150 |
| 4    | Eberhard Gienger   | 18.900 |
| 5    | Nikolai Andrianow  | 18.850 |
| 6    | Wiktor Klimenko    | 18.800 |

| Rang | Athlet             | Punkte |
| ---- | ------------------ | ------ |
| 1    | Nikolai Andrianow  | 19.025 |
| 2    | Andrzej Szajna     | 18.975 |
| 3    | Jiří Tabák         | 18.775 |
| 4    | Zoltán Magyar      | 18.700 |
| 5    | Alexander Ditjatin | 18.570 |
| 6    | Robert Bretscher   | 18.300 |

| Rang | Athlet             | Punkte |
| ---- | ------------------ | ------ |
| 1    | Nikolai Andrianow  | 19.400 |
| 2    | Alexander Ditjatin | 18.950 |
| 3    | Wiktor Klimenko    | 18.750 |
| 4    | Zoltán Magyar      | 18.650 |
| 5    | Andrzej Szajna     | 18.500 |
| 6    | Eberhard Gienger   | 18.200 |

| Rang | Athlet             | Punkte |
| ---- | ------------------ | ------ |
| 1    | Eberhard Gienger   | 19.500 |
| 1    | Nikolai Andrianow  | 19.500 |
| 3    | Andrzej Szajna     | 19.100 |
| 4    | Alexander Ditjatin | 19.050 |
| 5    | Wiktor Klimenko    | 18.600 |
| 6    | Dan Grecu          | 18.500 |

## Medaillenspiegel
| Rang | Land             | Gold | Silber | Bronze | Gesamt |
| ---- | ---------------- | ---- | ------ | ------ | ------ |
| 1    | Sowjetunion      | 5    | 2      | 3      | 10     |
| 2    | BR Deutschland   | 1    | 1      | 1      | 3      |
| 2    | Polen            | 1    | 1      | 1      | 3      |
| 4    | Rumänien         | 1    | 1      | –      | 2      |
| 5    | Ungarn           | 1    | –      | –      | 1      |
| 6    | Tschechoslowakei | –    | –      | 2      | 2      |
| 7    | Bulgarien        | –    | –      | 1      | 1      |